# 火の路
『火の路』（ひのみち）は、松本清張の長編推理小説。ペルシア人・ゾロアスター教徒の飛鳥時代伝来説を描き話題を呼んだ、著者の古代史ミステリーの代表的長編。『火の回路』のタイトルで『朝日新聞』に連載され（1973年6月16日 - 1974年10月13日）、改題の上、1975年11月・12月に文藝春秋から刊行された。革命前、パフラヴィー朝末期のイランが重要な舞台となっている。大胆な仮説に加え、連載開始の前年に高松塚古墳で壁画が発見され、古代史が注目されていたこともあり、話題作となった。
1976年にテレビドラマ化されている。

## あらすじ
カメラマンの坂根要助は、奈良県明日香村の石造遺跡を取材中、遺跡を真剣に観察する女性・高須通子に出会う。通子は奈良市内に宿泊していたが、散歩中に法華寺の近くで男が刺されているのを発見する。被害者・海津信六に同情した通子は供血を思い立つが、病院に向かう途中で坂根と再会した。海津の歴史学徒時代の噂を耳にした坂根は、海津周辺の人間関係に疑問を抱くようになる。他方、論文「飛鳥の石造遺物」を発表した通子のもとに、海津から供血の礼を兼ねた丁寧な感想が届いた。海津との議論や文通のやりとりによって自らの仮説を検証していく通子は、イラン行きへの思いを深める。

## 主な登場人物
- 物語前半から登場する人物のみ記述。

高須通子
東京の国立T大文学部で日本古代史を専攻。身分は助手。高校の非常勤講師を掛け持つ。発想がユニークと評されるが、学閥の慣習を重んじる教授陣からは煙たがられている。
坂根要助
フリーのカメラマン。長髪童顔。雑誌「文化領域」と付き合いを持ち、その取材先で通子と出会う。
海津信六
大阪府和泉市で保険の勧誘員をしているが、T大の有望な歴史学徒であった過去を持つ。奈良市内でシンナーの常習者に刺されるが、通子と坂根の供血もあり一命を取り留める。
村岡亥一郎
京都南禅寺の近くで普茶料理屋「大仙洞」を営む。
稲富倶子
私立R学院大4年生。フランス留学を夢見る。
福原庄三
雑誌「文化領域」副編集長。

## エピソード
- 本作の取材は文藝春秋の力を借りて行われたが、古代史を扱った専門的な内容から、朝日新聞の学芸部員はしきりに難しい、難しいとこぼしていたという[2]。清張・文藝春秋共に、単行本はあまり売れないだろうと予測し、部数を絞った上、仕上げに時間を要する、貼り函入りの上製本が作られた。ところが、発売するとたちまち増刷がかかり、前記の製本事情ゆえ、注文にすぐ応じられない結果となった[3]。
- 考古学者の末永雅雄の論文に目を通していた清張は、論文中の藪田嘉一郎の名前に眼をひかれ、内容が本作に関連があったため、藪田に手紙で教示を求めた。1976年の薮田の死まで百通近くの書簡を受けた清張は「まるで薮田ゼミナールに入門したと同じだった」と回顧している。清張は薮田の死後、当時平凡社社長の下中邦彦に、薮田の論文集の出版を依頼し『日本古代文化と宗教』の上梓に繋がった[4]。
- 藪田のほかに、相談相手として古代仏教寺院や神社建築史の権威として知られた京都大学名誉教授の福山敏男などがいた[1]。
- 本作でなされた推論は、手塚治虫の漫画『三つ目がとおる』の物語に影響を及ぼしている。

## 関連事項
- 酒船石遺跡･･･奈良県明日香村の石造遺跡。
- 益田岩船･･･奈良県橿原市の石造遺跡。

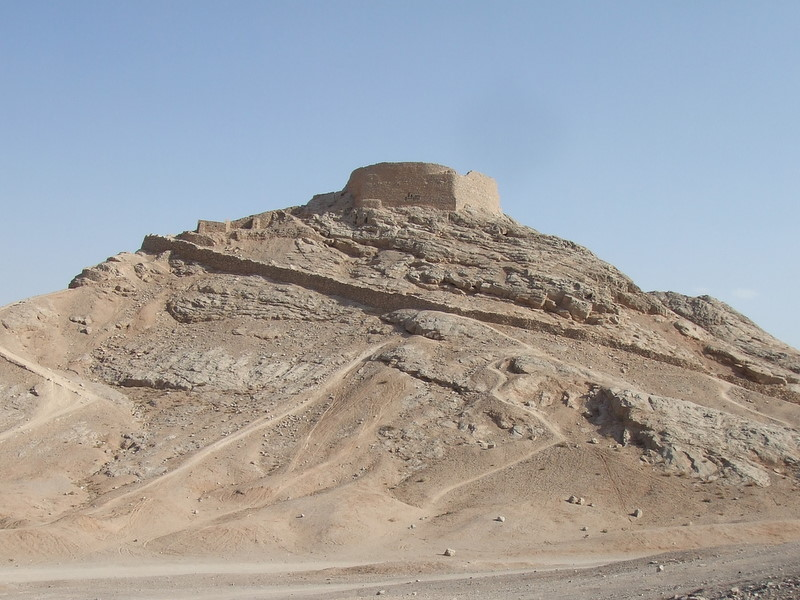
沈黙の塔（ヤズド）

- 石の宝殿･･･作中では兵庫県高砂市の石造遺跡が挙げられている。
- 斉明天皇･･･在位642年-645年（大化の改新の直前期）。
- 沈黙の塔･･･鳥葬施設。イラン・ヤズド近くのものを主人公が訪れる。

## テレビドラマ
1976年4月8日から5月27日まで、NHKの「シリーズ人間模様」（22:15-23:00）にて、全7回の連続ドラマとして放映。
キャスト
- 高須通子 - 栗原小巻[6]
- 海津信六 - 芦田伸介
- 増田亮子 - 久我美子
- 坂根要助 - 原田大二郎
- 村岡 - 小沢栄太郎
- 高橋幸治
- 下元勉
- 石橋蓮司
- 結城美栄子
- 滝田裕介
- 臼井正明
- 北村英三

スタッフ
- 脚本：中島丈博
- 演出：江口浩之、清水満
- 制作：NHK

| NHK シリーズ人間模様 | NHK シリーズ人間模様       | NHK シリーズ人間模様                               |
| 前番組               | 番組名                     | 次番組                                             |
| -------------------- | -------------------------- | -------------------------------------------------- |
| -                    | 火の路 （1976.4.8 - 5.27） | 堂々たる打算 (原作：城山三郎) （1976.6.10 - 7.15） |